# Mark Mancari
Mark Mancari, född 11 juli 1985, är en kanadensisk professionell ishockeyspelare som spelar för Augsburger Panther i DEL. Han har tidigare spelat på NHL–nivå för Vancouver Canucks och Buffalo Sabres i NHL.
Mancari draftades i sjunde rundan i 2004 års draft av Buffalo Sabres som 207:e spelare totalt.